# Europaspiele 2023/Teilnehmer (Bulgarien)
| Gelbes Symbol für Goldmedaillen mit stilisierten Olympischen Ringen | Graues Symbol für Silbermedaillen mit stilisierten Olympischen Ringen | Braundes Symbol für Bronzemedaillen mit stilisierten Olympischen Ringen |
| ------------------------------------------------------------------- | --------------------------------------------------------------------- | ----------------------------------------------------------------------- |
| 3                                                                   | 4                                                                     | 5                                                                       |

Bulgarien nahm mit 113 Athleten an den Europaspielen 2023 in Krakau teil.

## Medaillengewinner
| Name/n                              | Sportart  | Wettkampf                                        |
| ----------------------------------- | --------- | ------------------------------------------------ |
| Gold                                |           |                                                  |
| Gabriela Stoewa Stefani Stoewa      | Badminton | Damendoppel                                      |
| Stanimira Petrowa                   | Boxen     | Bantamgewicht Frauen (bis 54 kg)                 |
| Javier Ibáñez                       | Boxen     | Federgewicht Männer (bis 57 kg)                  |
| Silber                              |           |                                                  |
| Swetlana Stanewa                    | Boxen     | Federgewicht Frauen (bis 57 kg)                  |
| Kristina Nikolowa                   | Kickboxen | Leichtkontakt Federgewicht Frauen (bis 50,0 kg)  |
| Iwet Goranowa                       | Karate    | Kumite bis 55 kg Frauen                          |
| Antoaneta Kostadinowa               | Schießen  | 25 m Sportpistole Frauen                         |
| Bronze                              |           |                                                  |
| Yordan Alain Hernández Morejón      | Boxen     | Superschwergewicht Männer (ab 92 kg)             |
| Aleksandra Dimitrowa                | Kickboxen | Vollkontakt Federgewicht Frauen (bis 52,0 kg)    |
| Iwan Krastanow                      | Kickboxen | Leichtkontakt Mittelgewicht Männer (bis 79,0 kg) |
| Antoaneta Kostadinowa Samuil Donkow | Schießen  | 10 m Luftpistole Mannschaft Mixed                |
| Kalina Bojadschiewa                 | Taekwondo | Schwergewicht Frauen (über 73 kg)                |

## Teilnehmer nach Sportarten

### Badminton
- Christomira Popowska
- Iwan Rusew
- Gabriela Stoewa
- Stefani Stoewa
- Ilijan Stojnow
- Dimitar Janakiew

### Bogenschießen
- Iwan Bantschew
- Dobromira Danailova

### Boxen
- Daniel Assenow
- Javier Ibáñez
- Radoslaw Rosenow
- Rami Kiwan
- Kristijan Nikolow
- Yordan Alain Hernández Morejón
- Slatislawa Tschukanowa
- Stanimira Petrowa
- Aslahan Mehmedowa
- Swetlana Stanewa

### Fechten
- Beloslwa Iwanowa
- Emma Nejkowa
- Olga Chramowa
- Todor Stojtschew
- Joana Iliewa
- Dimitar Rajkin
- Iwan Mandow
- Vasil Chepishev
- Swetlosar Iskrow
- Marin Atanassow
- Mihaela Stefanova
- Wiktor Filew

### Judo
- Mark Christow
- Daniel Ditschew
- Iwelina Iliewa
- Lidia Brantschewa
- Irina Schelesarska
- Georgi Gramatikow

### Kanu

#### Kanurennsport
- Angel Kodinow
- Aleksandra Mihalashvili
- Angel Stojanow
- Wesselin Waltschow

### Karate
- Iwet Goranowa

### Kickboxen
- Iwan Krastanow
- Kristina Nikolowa
- Aleksandra Dimitrowa
- Iwan Krastanow

### Leichtathletik
| Team      | Wettbewerb  | Wettbewerb | Punkte | Punkte | Punkte | Punkte | Punkte | Punkte | Punkte     | Punkte    | Punkte    | Punkte      | Punkte           | Punkte      | Punkte    | Punkte     | Punkte     | Punkte         | Punkte     | Punkte     | Punkte     | Punkte | Rang |
| Team      | Wettbewerb  | Wettbewerb | 100 m  | 200 m  | 400 m  | 800 m  | 1500 m | 5000 m | 110 m Hü.* | 400 m Hü. | 4 × 100 m | 4 × 400 m** | 3000 m Hindernis | Kugelstoßen | Speerwurf | Hammerwurf | Diskuswurf | Stabhochsprung | Hochsprung | Dreisprung | Weitsprung | Gesamt | Rang |
| --------- | ----------- | ---------- | ------ | ------ | ------ | ------ | ------ | ------ | ---------- | --------- | --------- | ----------- | ---------------- | ----------- | --------- | ---------- | ---------- | -------------- | ---------- | ---------- | ---------- | ------ | ---- |
| Bulgarien | 2. Division | Männer     | 6      | 8      | 6      | 10     | 4      | 14     | 13         | 2         | 9         | 7           | 15               | 1           | 8         | 8          | 2          | 12             | 16         | 14         | 14         | 298,50 | 11   |
| Bulgarien | 2. Division | Frauen     | 4      | 7      | 9      | 7      | 5      | 10     | 4          | 11        | 9         | 7           | 6                | 8           | 4         | 2          | 3          | 10             | 4,50       | 14         | 12         | 298,50 | 11   |

* Die Frauen traten über 100 m Hürden, statt 110 m Hürden an.
** Die 4 × 400 m waren ein Mixed-Wettkampf.

#### Einzelresultate
| Wettbewerb       | Männer                                                        | Männer          | Männer | Männer      | Frauen                                                                     | Frauen          | Frauen | Frauen      |
| Wettbewerb       | Athlet                                                        | Ergebnis        | Rang   | Rang Gesamt | Athletin                                                                   | Ergebnis        | Rang   | Rang Gesamt |
| ---------------- | ------------------------------------------------------------- | --------------- | ------ | ----------- | -------------------------------------------------------------------------- | --------------- | ------ | ----------- |
| 100 m            | Christo Iliew                                                 | 10,63 s         | 11     | 30          | Radina Welitschkowa                                                        | 11,73 s         | 13     | 30          |
| 200 m            | Slawi Mutafow                                                 | 21,20 s         | 09     | 26          | Kristen Radukanowa                                                         | 23,68 s PB      | 10     | 25          |
| 400 m            | Jordan Gjurow                                                 | 47,33 s PB      | 11     | 29          | Dewa-Marija Dragiewa                                                       | 53,36 s PB      | 08     | 23          |
| 800 m            | Iwan Iwanow                                                   | 1:49,33 min PB  | 07     | 22          | Liljana Georgiewa                                                          | 2:05,98 min SB  | 10     | 28          |
| 1500 m           | Martin Balabanow                                              | 3:49,11 min PB  | 13     | 34          | Dewora Awramowa                                                            | 4:28,91 min SB  | 12     | 30          |
| 5000 m           | Iwo Balabanow                                                 | 13:56,99 min SB | 03     | 08          | Miliza Mirtschewa                                                          | 15:47,58 min SB | 07     | 19          |
| 110/100 m Hürden | Stanislaw Stankow                                             | 13,94 s SB      | 04     | 17          | Nikol Andonowa                                                             | 13,93 s         | 13     | 30          |
| 400 m Hürden     | Jordan Gjurow                                                 | 56,88 s         | 15     | 39          | Kristina Borukowa                                                          | 58,98 s         | 06     | 23          |
| 3000 m Hindernis | Iwo Balabanow                                                 | 8:47,69 min SB  | 02     | 15          | Liljana Georgiewa                                                          | 10:55,13 min    | 11     | 32          |
| 4 × 100 m        | Antonio Iwanow Nikola Karamanolow Christo Iliew Slawi Mutafow | 40,05 s SB      | 08     | 22          | Nikol Andonowa Kristen Radukanowa Martina Pissatschewa Radina Welitschkowa | 45,32 s SB      | 08     | 21          |
| Kugelstoßen      | Galin Kostadinow                                              | 14,99 m         | 16     | 39          | Michaela Petkowa                                                           | 13,89 m         | 09     | 28          |
| Speerwurf        | Mark Slawow                                                   | 72,32 m SB      | 09     | 18          | Michaela Petkowa                                                           | 44,75 m         | 13     | 32          |
| Hammerwurf       | Walentin Andreew                                              | 67,42 m         | 09     | 21          | Ekaterina Dimowa                                                           | 43,12 m SB      | 15     | 40          |
| Diskuswurf       | Dejan Gemischew                                               | 46,11 m         | 15     | 37          | Renata Todorowa                                                            | 42,85 m         | 14     | 35          |
| Stabhochsprung   | Ewgeni Enew                                                   | 5,20 m =SB      | 05     | 19          | Marija Kapuschewa                                                          | 3,65 m PB       | 07     | 24          |
| Hochsprung       | Tichomir Iwanow                                               | 2,24 m SB       | 01     | 05          | Iren Sarabojukowa                                                          | 1,73 m          | 12     | 30          |
| Dreisprung       | Latschesar Waltschew                                          | 15,57 m         | 03     | 15          | Aleksandra Natschewa                                                       | 13,67 m SB      | 03     | 10          |
| Weitsprung       | Boschidar Sarabojukow                                         | 7,78 m          | 03     | 07          | Plamena Mitkowa                                                            | 6,42 m          | 05     | 10          |

| Wettbewerb | Mixed                                                          | Mixed          | Mixed | Mixed       |
| Wettbewerb | Athleten                                                       | Ergebnis       | Rang  | Rang Gesamt |
| ---------- | -------------------------------------------------------------- | -------------- | ----- | ----------- |
| 4 × 400 m  | Jordan Gjurow Andrea Sawowa Todor Todorow Dewa-Marija Dragiewa | 3:22,58 min SB | 10    | 26          |

Ersatz: Jolo Nikolow, Koljo Neschew, Plamena Tschakarowa, Martin Dimitrow

### Moderner Fünfkampf
- Todor Michalew
- Denis Kolew
- Radoslaw Stojtschew
- Emil Grosdanow
- Raliza Mitewa

### Padel
| Athleten                       | Wettbewerb | 1. Runde                      | 1. Runde | Achtelfinale  | Achtelfinale  | Viertelfinale | Viertelfinale | Halbfinale    | Halbfinale    | Finale        | Finale        | Rang |
| Athleten                       | Wettbewerb | Gegner                        | Erg.     | Gegner        | Erg.          | Gegner        | Erg.          | Gegner        | Erg.          | Gegner        | Erg.          | Rang |
| ------------------------------ | ---------- | ----------------------------- | -------- | ------------- | ------------- | ------------- | ------------- | ------------- | ------------- | ------------- | ------------- | ---- |
| Männer                         |            |                               |          |               |               |               |               |               |               |               |               |      |
| Kiril Dimitrow Wassil Mladenow | Doppel     | Alonso Rodriguez Pablo García | 0:2      | ausgeschieden | ausgeschieden | ausgeschieden | ausgeschieden | ausgeschieden | ausgeschieden | ausgeschieden | ausgeschieden | =17  |

### Schießen
- Selin Ali
- Antoaneta Kostadinowa
- Miroslawa Mintschewa
- Samuil Donkow
- Stojan Puschkow
- Anton Risow

### Skispringen
| Athleten           | Wettbewerb    | 1, Durchgang | 1, Durchgang | 1, Durchgang | 2, Durchgang | 2, Durchgang | 2, Durchgang | Gesamt | Gesamt |
| Athleten           | Wettbewerb    | Weite        | Punkte       | Rang         | Weite        | Punkte       | Rang         | Punkte | Rang   |
| ------------------ | ------------- | ------------ | ------------ | ------------ | ------------ | ------------ | ------------ | ------ | ------ |
| Männer             |               |              |              |              |              |              |              |        |        |
| Wladimir Sografski | Normalschanze | 098,0 m      | 117,8        | 12           | 101,0 m      | 117,7        | 17           | 235,5  | 15     |
| Wladimir Sografski | Großschanze   | 120,5 m      | 106,1        | 35           | DNQ          | DNQ          | DNQ          | 106,1  | 35     |

### Sportklettern
- Matei Mitzew
- Julija Keremidschjewa
- Wassil Kirow

### Synchronschwimmen
- Dalia Penkowa
- Sascha Mitewa
- Christina Tscherkesowa
- Dimitar Isaev

### Taekwondo
- Ljubomir Bogdanow
- Kalina Bojadschiewa
- Boschidar Awramow
- Mitko Dschordschew
- Kalojan Binew
- Nikolet Kostowa

### Wasserspringen
- Zwetomir Ereminow